# 훌리오 올라르티코에체아
훌리오 호르헤 올라르티코에체아(스페인어: Julio Jorge Olarticoechea, 1958년 10월 18일, 부에노스 아이레스 주 살라디조 ~)는 아르헨티나의 전직 축구 선수로, 현역 시절 수비수로 활약했다. 그는 국제 무대에서 아르헨티나 국가대표팀 일원으로서 1986년과 1990년 월드컵에 참가했고, 전자의 대회를 우승했다. 올라르티코에체아는 1986년 월드컵 당시 디에고 마라도나와 숙소 방을 같이 쓴 것으로도 회자된다.

## 경력
올라르티코에체아는 아르헨티나 리그의 아르헨티노스 주니어스, 데포르티보 망디유, 리버 플레이트, 보카 주니어스, 라싱 클루브 외에도 프랑스 리그의 낭트에서 활약했다. 은퇴 후, 그는 타예레스 레메디오스 데 에스칼라다를 지도하기도 했다.

## 경력 통계

### 국가대표팀
| 아르헨티나 국가대표팀 | 아르헨티나 국가대표팀 | 아르헨티나 국가대표팀 |
| 연도                  | 출장                  | 골                    |
| --------------------- | --------------------- | --------------------- |
| 1983                  | 3                     | 0                     |
| 1984                  | 0                     | 0                     |
| 1985                  | 0                     | 0                     |
| 1986                  | 9                     | 0                     |
| 1987                  | 5                     | 0                     |
| 1988                  | 2                     | 0                     |
| 1989                  | 1                     | 0                     |
| 1990                  | 8                     | 0                     |
| 합계                  | 25                    | 0                     |

## 수상

### 클럽
리버 플레이트
- 아르헨티나 프리메라 디비시온: 전국 1981

라싱 클루브
- 수페르코파 수다메리카나: 1988
- 레코파 수다메리카나 준우승: 1989

### 국가대표팀
아르헨티나
- 월드컵
  - 우승: 1986
  - 준우승: 1990

### 상훈
올라르티코에체아의 고향인 부에노스 아이레스 주 살라디조에는 도로변에 그의 현역 시절 업적을 기념하는 기념비가 세워져 있다.